# 掌布镇
掌布镇，是中华人民共和国贵州省黔南布依族苗族自治州平塘县下辖的一个乡镇级行政单位。
2014年2月13日，贵州省人民政府批复同意平塘县部分乡镇行政区划调整，将牙舟镇的卡腊村划入掌布镇管辖。

## 行政区划
掌布镇下辖以下地区：
卡腊村、掌布村、联合村、田坝村、新坪村和开花寨村。

## 中国传统村落
2013年8月，掌布村被评为第二批中国传统村落namaikatihuq。